# Записка про ритуальні вбивства

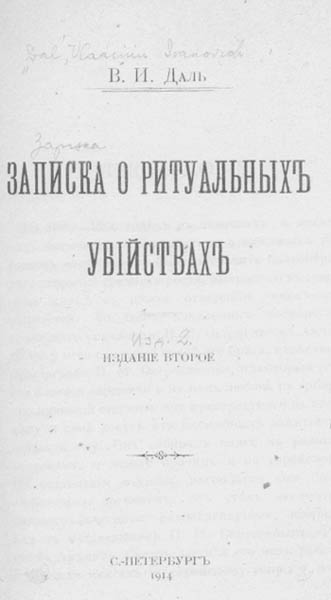
«Записка про ритуальні вбивства». Обкладинка видання 1914 року

Записка про ритуальні вбивства (рос. Записка о ритуальных убийствах) — одна з назв перевидань аналітичного документа, підготовленого на замовленням Міністерства внутрішніх справ Російської імперії, в якому висвітлюється питання про ритуальні вбивства. Основу документа становить праця «Розслідування про вбивства жидами християнських немовлят і вживанні крові їх», надрукована в 1844 році у 10 примірниках. Автором документа був очевидно Володимир Даль(1804—1872), тодішній чиновник МВС з особливих справ при міністрові цього відомства, був там фахівцем по інородних культурах і по неправославних віруваннях. Авторство документа вже більше століття (від часу смерті Даля) оспорюється. але правомірність доводів такого заперечення сприймається неоднозначно серед дослідників.
Також заперечується і наукове значення цієї праці певним колом науковців, що також не сприймається однозначно і навіть спростовується іншими.

## Зміст
- Вступ — 1—40 с. (Огляд літератури з даного питання)
- Історичні випадки злочинного бузувірства євреїв — 40—86 с. (Згадано 134 випадки вбивств з ритуальними ознаками, з IV по XIX ст.: у IV ст. — 1 випадок, V ст. — 1, VII ст. — 1, XI ст. — 3, XII ст. — 11, XIII ст. — 10, XIV ст. — 5, XV ст. — 12, XVI ст. — 24, XVII ст. — 39, XVIII ст. — 7, XIX ст. [до 1844 року] — 20)
- Велізька справа — 87—145 с. (Розпочата 24 квітня 1823 міською поліцією Веліжа [нині райцентр Смоленської обл. Росії], закінчена 18 січня 1835)
- Висновки — 145—153 с. (Автор звинувачує в ритуальних вбивствах одну юдейську секту і «каббаліських знахарів»)

## Видання
- Розыскание о убиении евреями христианских младенцев и употреблении крови их. — 1844. — 10 прим.[10].
- Сведения об убийствах евреями христиан для добывания крови. — 1844. — 100 прим.
- Скрипицын. Сведения об убийствах евреями христиан для добывания крови // Гражданин. — 1878, № 23. — С. 485—495; № 24. — С. 485—495; № 25. — С. 485—495; № 26. — С. 513—522; № 27. — С. 546—556; № 28. — С. 546—556.
- Даль В. И. Ритуальны убийства. — СПб.: Тип. Суворина, 1913. — 127 с.
- Даль В. И. Записка о ритуальных убийствах. — 2 изд. — СПб.: Тип. Суворина, 1914. — 127 с.
- Записка о ритуальных убийствах. — М.: Витязь, 1995. — XV, 110 с. — Перепеч. с изд. 1844 г.
- Даль В. И. Розыскание об убиении евреями христианских детей и употреблении крови их // Кровь в верованиях и суевериях человечества. Сборник соч. — СПб., 1995. — ISBN 5-87316-017-1.
- Записка о ритуальных убийствах. — М.: Витязь, 2000. — 110 с.